# Cohors V Callaecorum Lucensium
Cohors quinta Callaecorum Lucensium byla kohorta pomocných sborů Římského vojska v období antického Říma. Původem byla z Hispánie z Callaecie a byla sestavena z keltiberského obyvatelstva.

## Historie kohorty
Od 1. až do 3. století se tato jednotka pobývala v provincii Panonie, v 1. století v Gerulata (Bratislava - Rusovce) a ve 2. až 3 . století v Crumere (na území dnešního Nyergesújfalu).
V Gerulata její pobyt dokládá nález kolkované cihly COH V LVC a v Crumere nápis na podstavci oltáře z roku 198 po Kr. a na oltáři Neptuna, na jehož přesném datování se badatelé nemohou shodnout. První nápis na oltáři dokládá přímou účast 5. kohorty v bojích proti barbarům na levém břehu Dunaje za císaře Septimia Severa. Za udatnost v těchto bojích získala kohorta čestný titul Antoniniana. Pannonii opustila 5. kohorta pouze v letech 166–169, kdy byla odvolána do provincie Moesia Superior. Zde její přítomnost dosvědčují památky nalezené v Sirmiu (Sremska Mitrovica) a Guberci. V Guberci to dokládá obětní nápis, kde je přímo zmíněno, že kohorta pobývala v této oblasti.
Pobyty a přesuny 5. kohorty známe převážně z písemných pramenů a nikoliv z hmotných památek.